# Rudolf Lohse (Kaufmann)

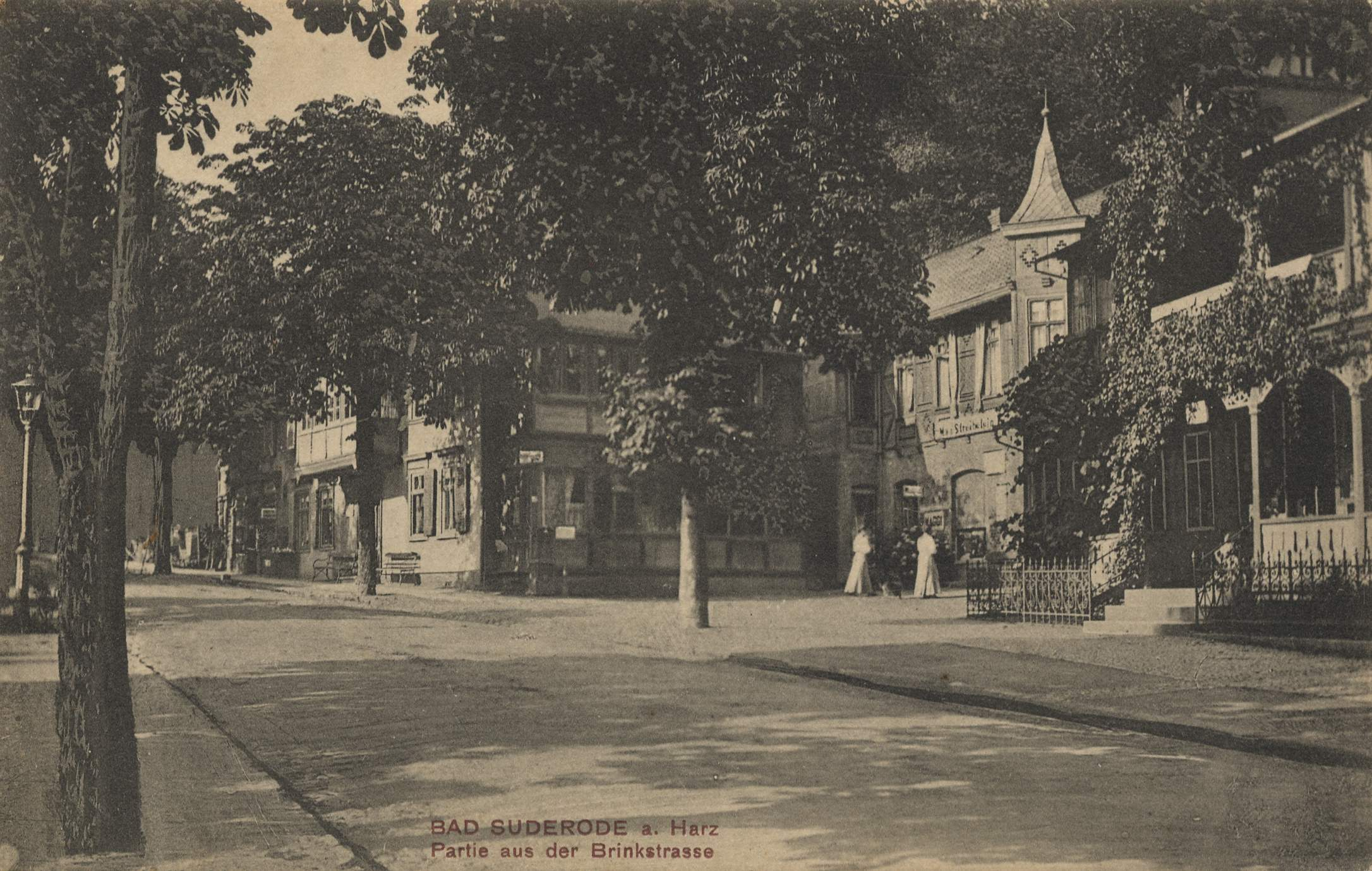
Ansichtskarte von Bad Suderode, 1909, aus dem Verlag von Rudolf Lohse

Rudolf Lohse war ein deutscher Kaufmann, der bekannt wurde durch den von ihm betriebenen Ansichts-Postkartenverlag in der preußischen Kreisstadt Halberstadt.

## Leben und Werk
Der Kaufmann Lohse gründete um 1900 einen Ansichts-Postkartenverlag in Halberstadt, den er in der dortigen Bismarckstraße 6 betrieb. Ansichtskarten von ihm sind ab 1904 bekannt. Im Halberstadter Adressbuch von 1930 ist er noch nachweisbar. 
Er veröffentlichte hauptsächlich Ansichtskarten aus dem Bereich des heutigen Landkreises Harz in Sachsen-Anhalt.